# Macrobrachium asperulum
Macrobrachium asperulum är en kräftdjursart som först beskrevs av Von Martens 1868.  Macrobrachium asperulum ingår i släktet Macrobrachium och familjen Palaemonidae. Inga underarter finns listade i Catalogue of Life.